# Charles Marty
Charles Louis Marty (Firmi, 20 dicembre 1865 – Saigon, 1925) è stato uno schermidore francese.
Partecipò ai Giochi della II Olimpiade di Parigi nelle gare di fioretto per maestri, in cui fu eliminato ai ripescaggi, e di spada per maestri, in cui fu eliminato al primo turno.